# 万青选
万青选（1818年—1898年3月6日）初名启甸，字泉甫，号少云，晚号随庵、泉叟，江西南昌人，清朝知县。
万青选祖籍江西南昌。嘉庆二十三年（1818年），生于顺天府宛平县（今北京市）。其父万承紫（1775—1852年）字荔云，号渊北，喜好篆刻书画，嘉庆道光年间任职南河总督幕僚，而迁居江苏淮安府清江浦。
万青选为顺天监生。早年任幕僚（师爷）。咸丰十一年（1861年），万青选第一次出任淮安府清河县知县，年43岁。次年即同治元年（1862年）卸任。
同治元年（1862年）十月，万青选任震泽县知县
同治二年（1863年），万青选改任盐城县知县，同治四年卸任。
同治十一年七月初六日，万青选署吴江县知县 。
同治十一年（1872年）十月，万青选第二次出任清河县知县，同治十三年（1874年）卸任。
同治十二年六月，万青选补安东县知县。
光绪元年，万青选署理江浦县知县
光绪元年三月，万青选选震泽县知县
光绪二年，万青选任安东县知县。半年后，同年八月，万青选第三次出任清河县知县。
光绪十八年五月（1892年）。万青选署理徐州府湖团同知。
万青选之子万立钰（1851—1944年后），字远之，号筱庵。官至江苏通判、署宿迁县知县、江北运河总办，督办维修中运河。亦喜好书画篆刻。光绪五年（1879年），万立钰编印《存养斋印存》
万青选第十二女万冬儿（1877-1907年）即周恩来生母。万青选去世于1898年3月6日，即周恩来出生的次日，享年80岁。